# Universidad Rey Juan Carlos (stacja metra)
Universidad Rey Juan Carlos – stacja metra w Madrycie, na linii 12. Znajduje się w Móstoles i zlokalizowana jest pomiędzy stacjami Parque Oeste i Móstoles Central. Została otwarta w 11 kwietnia 2003 roku.